# Duos volatils
Albums de Véronique Sanson
Dignes, dingues, donc...
(2016)
Singles
1. Besoin de personne en duo avec Christophe Maé
Sortie : 31 mai 2018
2. Bahia en duo avec Alain Souchon
Sortie : 27 juillet 2018
3. Chanson sur ma drôle de vie en duo avec Vianney
Sortie : 14 septembre 2018

Duos volatils est le seizième album studio de Véronique Sanson. Prévue initialement le 21 septembre 2018, la sortie est repoussée au 23 novembre 2018 à la suite de l'annonce d'ennuis de santé,. Il est composé de chansons de l'artiste interprétées en duo avec d'autres artistes de différentes générations.
L'album est certifié disque de platine en France près de trois ans après sa sortie pour 100 000 exemplaires vendus.

## Titres
| No  | Titre | Paroles          | Musique                            | Durée |
| --- | --- | ---------------- | ---------------------------------- | ----- |
| 1.  | Chanson sur ma drôle de vie (avec Vianney)                                                                                 | Véronique Sanson | Véronique Sanson                   | 02:35 |
| 2.  | Besoin de personne (avec Christophe Maé)                                                                                   | Véronique Sanson | Véronique Sanson                   | 03:24 |
| 3.  | Bahia (avec Alain Souchon)                                                                                                 | Véronique Sanson | Véronique Sanson                   | 02:55 |
| 4.  | Vols d'horizons (avec Bernard Lavilliers)                                                                                  | Véronique Sanson | Véronique Sanson, Mehdi Benjelloun | 05:14 |
| 5.  | C'est long, c'est court (avec Zaz)                                                                                         | Véronique Sanson | Véronique Sanson                   | 03:32 |
| 6.  | Visiteur et voyageur (avec Patrick Bruel)                                                                                  | Véronique Sanson | Véronique Sanson                   | 03:59 |
| 7.  | Une nuit sur son épaule (avec Juliette Armanet)                                                                            | Véronique Sanson | Véronique Sanson                   | 03:25 |
| 8.  | Amoureuse (avec Julien Doré)                                                                                               | Véronique Sanson | Véronique Sanson                   | 03:48 |
| 9.  | Tu sais que je t'aime bien (avec Jeanne Cherhal)                                                                           | Véronique Sanson | Véronique Sanson                   | 03:39 |
| 10. | Toute une vie sans te voir (avec Tim Dup)                                                                                  | Véronique Sanson | Véronique Sanson                   | 04:33 |
| 11. | Redoutable (avec Hubert-Félix Thiéfaine)                                                                                   | Véronique Sanson | Véronique Sanson                   | 02:54 |
| 12. | Doux dehors, fou dedans (avec Michel Jonasz)                                                                               | Véronique Sanson | Véronique Sanson                   | 04:13 |
| 13. | Celui qui n'essaie pas (ne se trompe qu'une seule fois) (avec Louis Chedid, Matthieu Chedid, Joseph Chedid et Anna Chedid) | Véronique Sanson | Véronique Sanson                   | 04:35 |
| 14. | Alia Soûza (avec Tryo) | Véronique Sanson | Véronique Sanson                   | 02:52 |
| 15. | Avec un homme comme toi (avec Eddy Mitchell)                                                                               | Véronique Sanson | Véronique Sanson                   | 03:45 |

## Classement hebdomadaire
| Classement (2018)            | Meilleure position |
| ---------------------------- | ------------------ |
| Belgique (Wallonie Ultratop) | 22                 |
| France (SNEP)                | 10                 |
| Suisse (Schweizer Hitparade) | 20                 |